# خطاب (لغة)
الخطاب هو اللفظ المتواضع عليه المقصود به إفهام من هو متهيئ لفهمه، فاحترز باللفظ عن الحركات والإشارات المفهمة بالمواضعة وبالمتواضع عليه من الأقوال المهملة، وبالمقصود من الإفهام عن الكلام لم يقصد به إفهام المتسمع فإنه لا يسمى خطابا. والكلام يطلق على العبارة الدالة بالوضع على مدلولها القائم بالنفس، فالخطاب إما الكلام اللفظي أو الكلام النفسي موجه به إلى الغير للإفهام. والخطاب قسمان خطاب تكليفي وخطاب وضعي. الخطاب التكليفي لا يتعلق إلا بكسب المكلف، بخلاف الوضعي فهو قد يثبت في حق الشخص وإن لم يفعل.